# Vatroslav Oblak

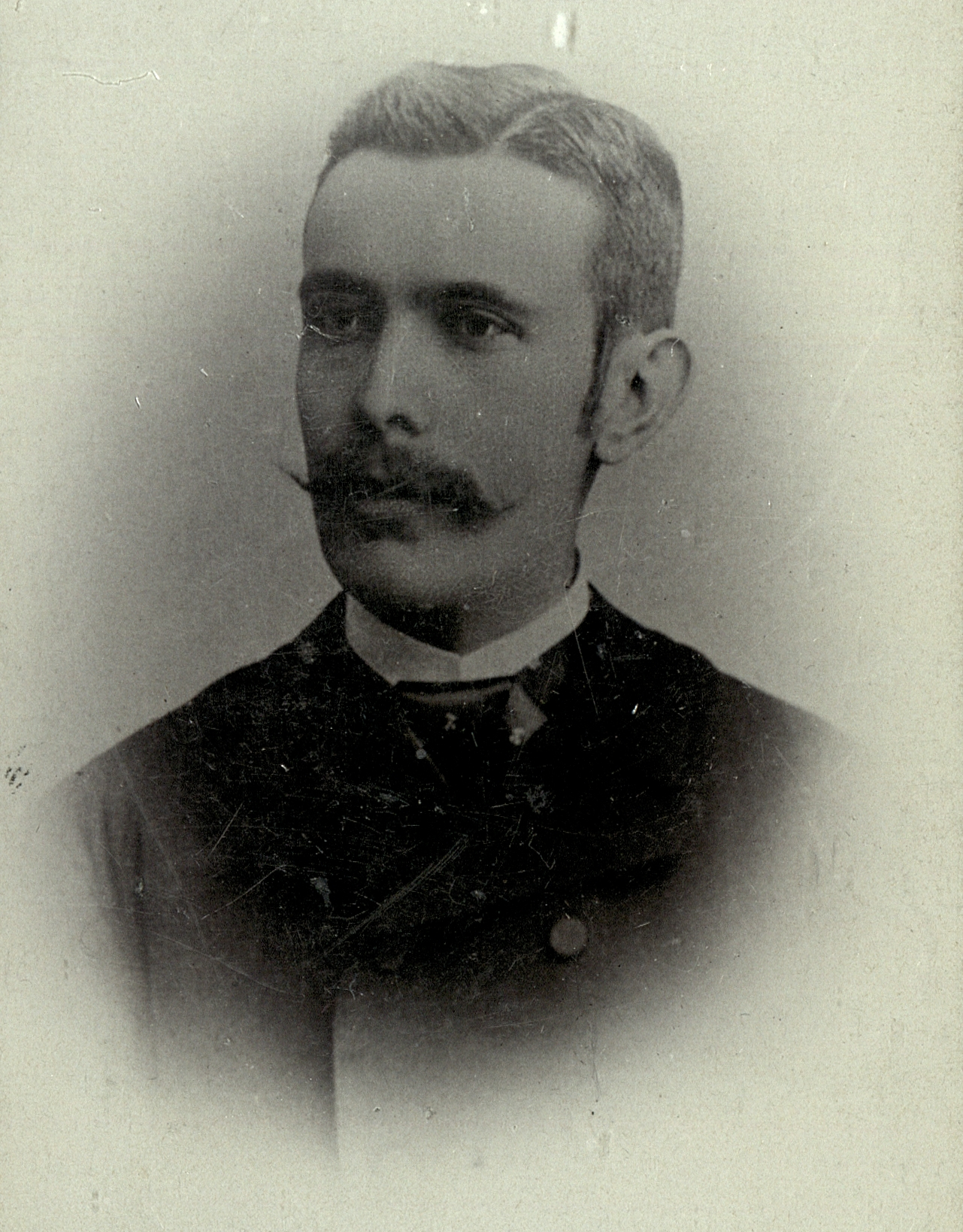
Vatroslav Oblak.

Vatroslav Ignacij Oblak, född 15 maj 1864 i Celje, död där 15 april 1896, var en slovensk språkforskare.
Oblak studerade i Wien under Vatroslav Jagić och hade akademisk anställning vid universitetet i Graz. Sina språkstudier i Makedonien, 1892, och i Ungern, 1895, publicerade han i "Archiv für slavische Philologie" och andra tidskrifter. Bland hans viktigaste arbeten märks Zur Geschichte der nominalen Declination im Slavonischen och Die kirchenslavische Übersetzung der Apokalypse (båda 1890).